# فاببریکو
فاببریکو (به ایتالیایی: Fabbrico) یک کومونه در ایتالیا است که در استان رجو امیلیا واقع شده‌است.

جمعیت فاببریکو ۶۰۴۹ نفر اعلام شده است.

## خصوصیات
فاببریکو ۲۳٫۰ کیلومترمربع مساحت و ۶٬۰۴۹ نفر جمعیت دارد.